# Selenge Odkhuu
Selenge Odkhuu (Mongolië, 4 mei 1984) is een Mongolisch voetballer, die als verdediger speelt.
Odkhuu speelde van 2005 tot en met 2010 voor de Mongolische voetbalclub Ordiin-Od en daarna voor Selenge Press Ulaanbaatar. Tussen 2005 en 2011 speelde hij dertien wedstrijden voor de nationale ploeg waarbij hij eenmaal scoorde.